# Shane Meadows
Shane Meadows (Uttoxeter, Staffordshire, Anglaterra, 1972) és un guionista, actor i director de cinema anglès.

## Biografia
Meadows va néixer el 26 de desembre de 1972 a la ciutat anglesa d'Uttoxeter. Representa el realisme social més centrat en els pobles obrers que en les grans ciutats britàniques.
Va créixer al barri de Westlands Road: el seu pare és xofer de camió i la seva mare treballa a una botiga de Fish and Chips. Treballa el cap de setmana al mercat de fruites i verdures.
Poc atret per l'escola, Shane abandona l'escola abans l'entrada a l'institut. Autodidacta, és influït pels films de Clint Eastwood i de Martin Scorsese.« Pensava que l'objectiu ultim de tot home a la seva vida, era aquesta virilitat violenta. Somiava de ser com Jimmy Boyle, John Mc Vicar o Kray. Com els nois d'avui adoren Beckham, adorava Jimmy Boyle. Volia veure els homes lluitar, buscava provocar aquesta violència i ha esdevingut molt difícil per a mi de viure amb aquest sentiment.»
Instal·lat a Nottingham des de 1992, hi comença una carrera de director, amb un llargmetratge Small Time (1996) i sobretot Where's The Money, Ronnie?  (curtmetratge el mateix any), que li fa adquirir un inici de notorietat. L'any següent roda el llargmetratge, Twenty Forn Seven.
Els films de Shane Meadows, ancorats a la realitat social d'Anglaterra i rodats amb actors sovint no professionals, li han valgut ser comparat als cineastes Ken Loach i Mike Leigh.

## Filmografia com a director
- Where's the money, Ronnie? (1996)
- Small time (1996)
- 24 7 Twenty four seven (1997)
- A Room for Romeo Brass (1999)
- Once upon a Time in the Midlands (2002)
- Dead Man's Shoes (2004)
- Northern Soul (2004) - curt
- The Stairwell (2005) - curt
- This is England (2006)
- Somers Town (2008)

També ha participat com a actor en diverses pel·lícules.